# Domaine d'Ōtawara

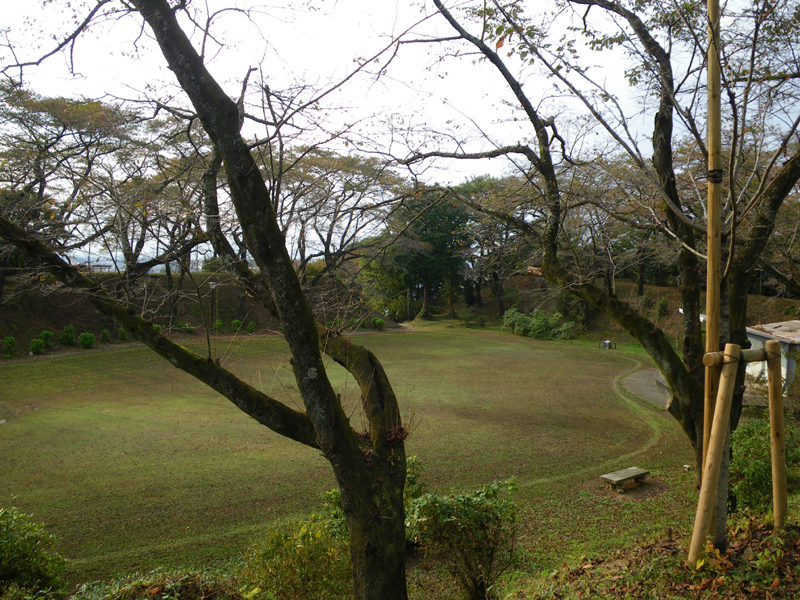
Ruines du château d'Ōtawara.

Le domaine d'Ōtawara (大田原藩, Ōtawara-han) est un fief féodal japonais de l'époque d'Edo situé dans la province de Shimotsuke (actuelle préfecture de Tochigi). Il était dirigé à partir du château d'Ōtawara dans l'actuelle ville d'Ōtawara par le clan Ōtawara durant la totalité de son existence.

## Histoire
Le clan Ōtawara est une branche du clan Nasu, et l'une des sept bandes de samouraïs gōzoku du nord de la province de Shimotsuke. En 1590, lorsque Toyotomi Hideyoshi appelle le clan Nasu pour participer à son plan de destruction du clan Hōjō au siège d'Odawara, les Nasu refusent sa convocation. En outre, Ōtawara Harukiyo se retourne contre son seigneur et prête allégeance à Hideyoshi. En retour, il reçoit en récompense un fief de 7 000 koku. En 1600, Ōtawara Harukiyo rejoint les forces de Tokugawa Ieyasu et combat lors d'une action d'arrière-garde contre le clan Uesugi tandis qu'Ieyasu est à la bataille de Sekigahara. En retour, il reçoit 5 000 koku supplémentaires et le rang de daimyō.
Les Ōtawara dirigent le domaine jusqu'à la fin du shogunat Tokugawa. Le 3e daimyo, Ōtawara Takakiyo, donne 1 000 koku à son frère cadet, réduisant les revenus de son domaine à 11 000 koku. Durant la période du Bakumatsu, le 12e daimyo, Ōtawara Hirokiyo, établit une école han. Le dernier daimyo, Ōtawara Kazukiyo, rejoint les forces impériales dans la guerre de Boshin et son château est attaqué par le domaine d'Aizu pro-Tokugawa en mai 1868. Après la restauration de Meiji, il est fait vicomte (shishaku) selon le système de pairie kazoku. Après l'abolition du système han en juillet 1871, le domaine d'Ōtawara est absorbé dans la préfecture de Tochigi.
Le domaine avait une population de 12 535 personnes dans 2 397 foyers, dont 608 samouraïs selon un recensement de 1870.

## Possessions à la fin de l'époque d'Edo
Comme la plupart des domaines japonais, Ōtawara est composé de plusieurs territoires discontinus dont la valeur kokudaka est fondée sur une estimation périodique du potentiel agricole,.
- Province de Shimotsuke
  - 1 village dans le district de Tsuga
  - 7 villages dans le district de Haga
  - 58 villages dans le district de Nasu
  - 13 villages dans le district de Shioya

## Liste des daimyōs
| #                               | Nom                            | Règne     | Titre de courtoisie        | Rang de cour            | Kokudaka            |
| ------------------------------- | ------------------------------ | --------- | -------------------------- | ----------------------- | ------------------- |
| Clan Ōtawara (tozama) 1600-1871 |                                |           |                            |                         |                     |
| 1                               | Ōtawara Harukiyo (大田原晴清)  | 1842-1858 | Bizen-no-kami (備前守)     | 5e inférieur (従五位下) | 12 000 koku         |
| 2                               | Ōtawara Masakiyo (大田原政清)  | 1858-1871 | Bizen-no-kami (備前守)     | 5e inférieur (従五位下) | 12 000 koku         |
| 3                               | Ōtawara Takakiyo (大田原高清)  | 1842-1858 | Yamashiro-no-kami (山城守) | 5e inférieur (従五位下) | 12 000 →11 000 koku |
| 4                               | Ōtawara Norikiyo (大田原典清)  | 1858-1871 | Bizen-no-kami (備前守)     | 5e inférieur (従五位下) | 11 000 koku         |
| 5                               | Ōtawara Sumikiyo (大田原純清)  | 1858-1871 | Izumi-no-kami (泉守)       | 5e inférieur (従五位下) | 11 000 koku         |
| 6                               | Ōtawara Kiyonobu (大田原清信)  | 1842-1858 | Bizen-no-kami (備前守)     | 5e inférieur (従五位下) | 11 000 koku         |
| 7                               | Ōtawara Sukekiyo (大田原扶清)  | 1858-1871 | Hida-no-kami (飛騨守)      | 5e inférieur (従五位下) | 11 000 koku         |
| 8                               | Ōtawara Tomokiyo (大田原友清)  | 1858-1871 | Izumo-no-kami (出雲守)     | 5e inférieur (従五位下) | 11 000 koku         |
| 9                               | Ōtawara Tsunekiyo (大田原庸清) | 1858-1871 | Yamashiro-no-kami (山城守) | 5e inférieur (従五位下) | 11 000 koku         |
| 10                              | Ōtawara Mitsukiyo (大田原光清) | 1842-1858 | Yamashiro-no-kami (山城守) | 5e inférieur (従五位下) | 11 000 koku         |
| 11                              | Ōtawara Yoshikiyo (大田原愛清) | 1858-1871 | Hida-no-kami (飛騨守)      | 5e inférieur (従五位下) | 11 000 koku         |
| 12                              | Ōtawara Hirokiyo (大田原広清)  | 1858-1871 | Izumo-no-kami (出雲守)     | 5e inférieur (従五位下) | 11 000 koku         |
| 13                              | Ōtawara Tomikiyo (大田原富清)  | 1858-1871 | Hida-no-kami (飛騨守)      | 5e inférieur (従五位下) | 11 000 koku         |
| 14                              | Ōtawara Kazukiyo (大田原一清)  | 1858-1871 | Hida-no-kami (飛騨守)      | 5e inférieur (従五位下) | 11 000 koku         |